# Генрих III Глоговский
Генрих III Глоговский (пол. Henryk III głogowski, 1251/1260 — 3 декабря 1309) — князь Глогувский (с 1274), Сцинавский (с 1290), Жаганьский (с 1304) и Великопольский (с 1305).

## Биография
Генрих был старшим сыном глогувского князя Конрада и его первой жены Саломеи. В 1267 году присутствовал при канонизации своей прабабушки Ядвиги. К моменту смерти отца в 1274 году был ещё мал.
В 1277 году Генрих вместе с Пшемыслом Великопольским принял участие в походе против своего дяди Болеслава Рогатки, похитившего вроцлавского князя Генриха Пробуса, но антиболеславовская коалиция была разбита в битве под Столецем.
Год спустя Генрих принял участие в битве у Сухих Крут на стороне чешский короля Пшемысла Оттокара II, в которой тот был разбит. В том же году Генрих был вынужден разделить отцовское наследство с младшими братьями: Конрад получил Сцинаву, а Пшемысл — Жагань и Новогруд-Бобжаньский.
В 1280 году Генрих вместе с бывшим союзником Пшемыслом Великопольским и сыном бывшего противника Генрихом V Брюхатым получил приглашение от Генриха Пробуса на съезд в Сандовеле. Там Генрих Пробус бросил своих гостей в темницу, и на свободу они смогли выйти только признав его сюзеренитет. Несмотря на то, что клятва была дана под давлением, в последующие годы Генрих вместе со своим братом Пшемыслом выступал в качестве верного союзника вроцлавского князя. Свидетельствами этих отношений являются произведение в 1288 году Генрихом Пробусом Генриха III в рыцарское достоинство.
С конца 1287 года Генрих Пробус — а с ним и Генрих Глоговский с Пшемыслом Сцинавским — начали пытаться завоевать Краков, что им в итоге удалось в 1289 году. Однако в том же году они были разбиты в битве под Севежем (в которой погиб Пшемысл).
В 1290 году неожиданно умер Генрих IV Пробус. В его завещании его преемником на вроцлавском троне был назван Генрих III Глогувский, но против этого решения восстала вроцлавская знать, которая боялась, что тот станет слишком сильным правителем. Вместо этого вроцлавская знать пригласила на престол Генриха V Брюхатого, рассчитывая, что легницкий князь будет слабым правителем, при котором можно будет творить всё, что угодно. Однако Генрих III решил получить своё наследство силой, и между двумя Генрихами началась война.
Генрих III стал искать союзников среди Веттинов, женившись ради укрепления связей с этим домом на дочери Альбрехта Брауншвейг-Люнебургского; другими его союзниками стали Пшемысл Великопольский и бранденбургский маркграф Оттон IV. С Пшемыслом Великопольским Генрих Глоговский заключил договор, в соответствии с которым если у Пшемысла не будет наследников мужского пола, то его владения отойдут Глоговскому княжеству. В 1293 году Генрих Брюхатый был выдан Генриху III одним из взбунтовавшихся вассалов, и Генрих III полгода продержал Генриха V в темнице. За своё освобождение Генриху V пришлось заплатить выкуп в 30 тысяч марок, а также отдать Генриху III города Намыслув, Берутув, Олесница, Ключборк, Бычина, Волчин, Олесно, Хойнув и Болеславец.
8 февраля 1296 года Пшемысл Великопольский, являвшийся с 1295 года королём Польши, был убит. Генрих Глоговский считал себя его наследником, однако великопольская знать предпочла видеть новым князем Владислава Локетека. Вскоре на встрече в Кшивини Генрих и Владислав пришли к соглашению, в соответствии с которым Генрих получал все земли к югу от реки Обра; кроме того, Владислав признавал старшего сына Генриха III — Генриха IV Верного — своим наследником в Познани, а в случае, если бы после смерти Владислава у него не осталось наследника мужского пола, то Генрих Верный получал бы и всю Великую Польшу.
В начале 1296 года умер Генрих V Брюхатый, оставив трёх малолетних сыновей; их опекуном и регентом их владений как ближайший родственник мужского пола стал их дядя Болеслав I Суровый. Генрих III попытался воспользоваться ситуацией, но Болеслав не только отбил нападение, но и забрал себе у него замки Хойнув и Болеславец.
В 1298 году обострились отношения между Генрихом и Владиславом Локетеком. Стороны подписали договор, в соответствии с которым Генрих обязался помочь Владиславу в завоевании Восточного Поморья, но конфликтом между Пястами воспользовался чешский король Вацлав II, в 1299 году изгнавший Владислава.
Генрих приветствовал чешское вмешательство в великопольские и поморские дела, так как был сильно занят проблемами у себя дома. В 1299 году его брат Конрад был избран новым патриархом Аквилейским, и отправился к Средиземному морю. Назначение на этот пост, однако, не было одобрено римским папой, и Конрад, вернувшись с полпути обратно, обнаружил, что Генрих уже прибрал к рукам его владения. Генрих бросил Конрада в темницу, однако против него поднялась местная знать, а епископ вроцлавский отлучил его от церкви. В 1300 году Генриху пришлось освободить Конрада и вернуть ему княжество.
В 1301 году Генрих взял себе титул «heres regni Polonie, dux Slesie, dominus Glogouie et Posnanie» («наследник королевства Польского, князь Силезии, владетель Глогова и Познани»). Это вскоре привело к конфликту с Вацлавом II, уже короновавшемся к тому времени королём Польши. Однако до открытой войны дело не дошло: Вацлав II был занят попытками получить для своего сына корону Венгрии, а его смерть в 1305 году облегчила претензии Генриха на власть над Польшей. В 1304 году умер брат Конрад, и на этот раз Генрих без помех присоединил к своим владениям Жаганьское княжество.
В 1306 году Генриху удалось получить наследство Пшемысла Великопольского, однако без Восточного Поморья и Конина, оставшихся у Владислава Локетека, и Калиша, которым овладел старший сын Генриха Брюхатого Болеслав III Расточитель, претендовавший на наследство Вацлава II как муж его дочери Малгожаты. В 1307 году Генрих получил и Калиш, а вскоре заключил против Болеслава союз с Генрихом Хорутанским.
Генрих III скончался в 1309 году, и его наследство было разделено между пятью сыновьями; глогувское княжество получила Матильда в качестве вдовьей доли.

## Семья и дети
В марте 1291 года Генрих III женился на  Матильде Брауншвейг-Люнебургской (1276 ― 26 апреля 1318), дочери Альбрехта I Великого, герцога Брауншвейг-Люнебургского и  Алессины Монферратской. От этого брака девять детей:
- Генрих IV Верный (ок. 1292 — 22 января 1342), князь Сцинавский, Жаганьский, Глогувский и Великопольский
- Конрад I Олесницкий (ок. 1294 — 22 декабря 1366), князь Олесницкий, Жаганьский, Намыслувский и Великопольский
- Болеслав Олесницкий (ок. 1295 — до 23 апреля 1321), князь Олесницкий, Жаганьский, Намыслувский и Великопольский
- Агнесса (ок. 1296 — 25 декабря 1361), замужем сначала за Оттоном III Баварским, затем за Алрамом Халским
- Саломея (ок. 1297 — до 9 декабря 1309)
- Ян (ок. 1298 — 19 мая 1365),  князь Сцинавский, Жаганьский и Великопольский
- Катарина (ок. 1300 — 5 декабря 1323/1326), замужем сначала за Иоганном V Бранденбург-Зальцведельским, затем за Иоанном III Гольштейн-Плёнским
- Пшемысл (ок. 1305 — 11 января 1331),  князь Сцинавский, Жаганьский, Глогувский и Великопольский
- Хедвига (ок. 1308 — до декабря 1309)